# Enrique Orizaola
Enrique Orizaola Velázquez (Santander, Cantabria, 26 de marzo de 1922 – Santander, 11 de junio de 2013) fue un jugador y entrenador de fútbol español. Como futbolista disputó un total de diez temporadas (siete en Segunda División y tres en Tercera División) repartidas entre dos clubes de Cantabria, siete en el Racing de Santander y luego tres en la Gimnástica de Torrelavega.
Como entrenador, dirigió a numerosos equipos españoles en diversas categorías del fútbol nacional. Su mayor logro como técnico fue clasificar al F. C. Barcelona para la final de la Copa de Europa de 1961, que finalmente perdió contra el SL Benfica por 3-2. Dirigió a la selección española durante el Torneo Internacional de la UEFA Juvenil celebrado en abril de 1962 en Rumanía, donde el combinado nacional no pasó la fase de grupos tras enfrentarse a Francia, Turquía y Hungría. En sus últimos años relacionados con el fútbol, fue técnico colaborador del F. C. Barcelona entrenado por César Luis Menotti, Terry Venables, Luis Aragonés y Johan Cruyff, gerente del Real Zaragoza (1989-1991) y director deportivo del Albacete Balompié (1993-1994).
Consiguió cambiar el reglamento del fútbol al convencer a la UEFA que convenía cambiar los postes cuadrados de las porterías por unos redondos por la seguridad de los futbolistas.
Aparte de su trayectoria como jugador y entrenador, Orizaola fue profesor de Derecho Mercantil, lo que le valió ayudar en la reconversión del Real Zaragoza como sociedad anónima deportiva. Su hijo, Enrique Orizaola Paz (1950-2007), fue abogado y presidente del Córdoba C. F. entre diciembre del 2003 y mayo del 2006.

## Trayectoria

### Como futbolista
Enrique Orizaola jugó en la posición de delantero en el Racing de Santander entre 1941 y 1948, con el equipo cántabro disputó un total de 126 partidos y marcó quince goles. El primer gol que marcó Oriazola con la elástica racinguista fue el 16 de noviembre de 1941 contra el Baracaldo C. F. en un partido perteneciente a la Segunda División y que finalizó con la derrota del equipo santanderino por 3-2, esa misma temporada marcó contra el Arenas de Guecho (4 de enero de 1942), 3-2 ganó el Racing. En total disputó siete temporadas con el conjunto santanderino: cinco en Segunda División y dos en Tercera (1943-44 y 1947-1948).
Tras finalizar la etapa racinguista, fichó por otro club de Cantabria: la Gimnástica de Torrelavega. Su primera temporada (1948-1949) la jugó en Tercera División y en Segunda División disputó las temporadas 49-50 y 50-51. Formó parte del equipo que en 1950 casi logró el ascenso a Primera División y que derrotó por primera vez al Racing de Santander en un partido oficial en El Sardinero.

### Como entrenador

#### Década de los 50
Los dos primeros equipos que Orizaola entrenó fueron los dos en los que había jugado. Primero en la Gimnástica de Torrelavega, para posteriormente entrenar al conjunto santanderino en 1956, cargo que desempeñó hasta 1958; las dos temporadas que entrenó al conjunto racinguista las disputó en Segunda División. La primera de ellas (56-57) fue una temporada sin cambios en la plantilla y donde el equipo acabó octavo en la clasificación, en cambio, a la temporada siguiente (57/58), el Racing se posicionó en la parte alta de la liga durante buena parte de la temporada, pero la venta al Sevilla de dos pilares del equipo (Manuel Gómez Martín y Santín) supuso un descenso en el rendimiento del equipo. Este hecho motivó que Orizaola dimitiera el 8 de mayo de 1958 y fuera sustituido por Garay, que era el preparador físico del Rayo Cantabria, y Alsúa.
A la temporada siguiente (58-59) de su dimisión en el Racing de Santander, fichó por el Real Jaén, recién descendido a Segunda División. Aunque antes de acabar la temporada, fue traspasado al Real Murcia, equipo también de Segunda División, a cambio de una cantidad económica. Se convirtió así en el cuarto entrenador de la temporada y dirigió al equipo murciano en la temporada siguiente.

#### Década de los 60

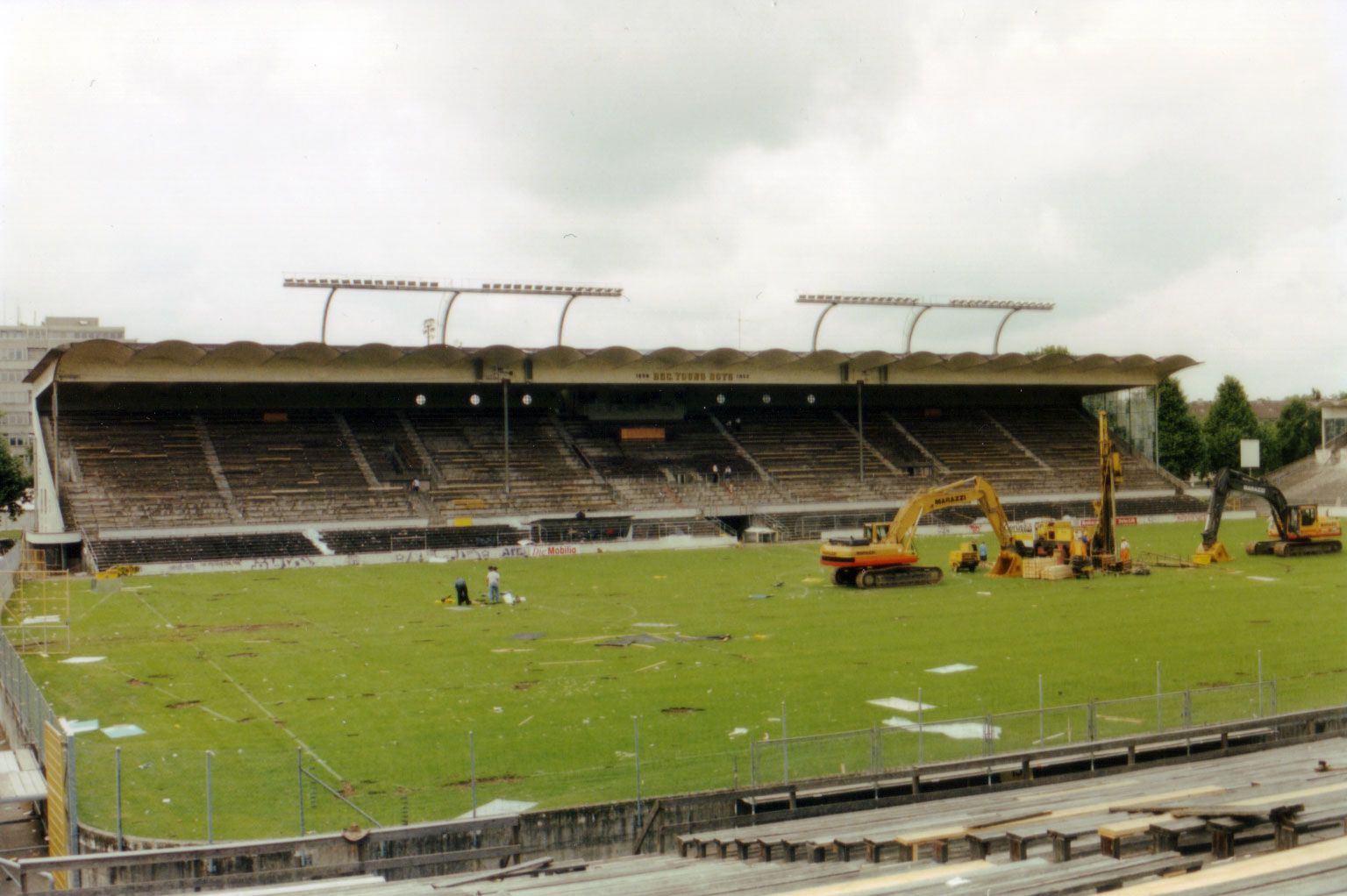
Demolición del Wankdorfstadion, donde el F. C. Barcelona entrenado por Orizaola perdió la Copa de Europa de 1961 ante el SL Benfica.

Tras acabar su última temporada murciana, sonó, junto a Daučík, para sustituir a Antonio Barrios en el banquillo del R. C. D. Español, también contó con ofertas en firme del Real Betis Balompié, el Valencia C. F. y del Real Oviedo. Sin embargo, se incorporó a la disciplina del F. C. Barcelona, siendo presentado el 17 de junio de 1960, como profesor técnico y segundo entrenador de Ljubiša Broćić, pero debido a los malos resultados, Brocic dimitió y Orizaola se hizo cargo del equipo el 12 de enero de 1961. Fue sustituido al finalizar la temporada por Lluís Miró.
En la Copa de Europa de 1961, el F. C. Barcelona llegó a disputar la final del torneo contra el SL Benfica en el Wankdorfstadion de Berna (Suiza). Orizaola alineó a Antoni Ramallets, a los defensas Foncho, Gensana y Gracia, a Vergés y Garay en el medio del campo, y a Kubala, Kocsis, Evaristo, Suárez y Czibor como delanteros. El partido acabó con la victoria del SL Benfica por tres goles a dos, pese a que el F. C. Barcelona dominó el partido y tiró varias veces a los palos de la portería. El primero gol lo marcó Kocsis al culminar un contraataque del Barça con un gol de cabeza a pase de Luis Suárez, pero diez minutos después (minuto 30), José Águas empató tras una mala salida de Ramallets en un centro y, al minuto, otro fallo de Ramallets adelantó al conjunto lisboeta con un gol en propia puerta tras un mal despeje; en la segunda parte, Coluna marcó a los quince minutos con un remate a media altura tras culminar una ofensiva triangular y Czibor acortó distancias, a diez minutos de acabar el partido, con un tiro fuerte y por alto. Orizaola achacó esta derrota al árbitro, debido a que el segundo gol del SL Benfica no rebasó la línea de gol y que un tiro de Kubala al poste, que rebotó en el otro y que finalmente entró, no subió al marcador; a la cantidad de tiros al palo y a la potencia futbolística del rival.
Tras desvincularse del equipo catalán, en febrero de 1962 fue nombrado seleccionador entrenador de la selección española en categoría juvenil para disputar el Torneo Internacional de la UEFA Juvenil celebrado en abril de ese mismo año en Rumanía, donde España estuvo encuadrada en el grupo C con las selecciones de Francia, Turquía y Hungría. El combinado nacional fue el último en llegar a Rumanía, debido a que estuvieron dos días en Viena, y luego tuvieron que desplazarse a Constanza —sede del grupo— en las horas previas del enfrentamiento (20 de abril) contra Francia y con una sola sesión de entrenamiento en suelo rumano; finalmente, el partido acabó con empate a un gol, Jean-François Prigent adelantó a Francia a los quince minutos y Txutxi Aranguren empató en el minuto 67. Dos días después, el equipo empató a cero goles con Hungría. El 26 de abril, el combinado dirigido por Orizaola disputó el último encuentro en este torneo contra Turquía, a quien tenía que vencer por tres goles a cero, debido a la diferencia de goles, para acabar primera de grupo; sin embargo, un gol de Mustafá en el minuto nueve de la segunda parte supuso la victoria turca en el encuentro. Finalmente, el equipo acabó tercero del grupo por detrás de Turquía y Hungría, el torneo lo ganó Rumanía al vencer a Yugoslavia por cuatro goles a uno. La Real Federación Española de Fútbol se quejó de este torneo, ya que fue la única selección en convocar a jugadores propiamente juveniles, y amenazó con no volver a disputar dicha competición.
En junio de 1962, el C. A. Osasuna le contrató para disputar la liga 62-63, finalmente el equipo navarro acabó la temporada penúltimo (puesto 15.º), por lo que descendió, y únicamente consiguió cuatro puntos como visitante. En la temporada 63-64 se incorporó al Real Oviedo y debutó en partido oficial en el estadio del Córdoba Club de Fútbol, sin embargo, rescindió contrato en enero, tras perder en Sarriá contra el R. C. D. Español, y fue sustituido por Antón y Herrerita.
El 24 de junio de 1965 firmó un contrato como entrenador y director del Levante U. D., para la temporada 64-65, donde sustituyó a Enrique Martín Navarro, sin embargo, el 26 de mayo de 1965 presentó su dimisión, siendo aceptada al día siguiente, justo el día antes de un partido amistoso contra el Sestao. Aun así, es uno de los técnicos con más victorias en Primera División en el equipo granota con un total de ocho. Unos meses después y antes del inicio de la temporada 65-66 de la Segunda División fue contratado por el Deportivo de La Coruña, finalmente el equipo coruñés consiguió su sexto ascenso a Primera División en su historia; en la temporada siguiente, ya en Primera División, Orizaola renovó su contrato, sin embargo y tras una desastrosa temporada, el 6 de febrero de 1967 renunció como técnico del equipo gallego y fue sustituido por Dagoberto Moll.
Tras el cese de José Luis Molinuevo, el 19 de octubre de 1967, como entrenador del Real Valladolid, Orizaola fichó por el equipo vallisoletano, que jugaba en la Segunda División; finalmente, el Real Valladolid consiguió el subcampeonato del Grupo Norte de la Segunda División, pero perdieron la promoción de ascenso contra la Real Sociedad. Tras esto, Orizaola abandonó el club por no llegar a un acuerdo económico. Sin embargo, a finales de octubre de 1968, Antonio Barrios fue cesado como técnico del Real Valladolid y sustituido por Enrique Orizaola, dando lugar a su segunda etapa en el conjunto castellano.
A principios de diciembre de 1969, U. D. Salamanca lo contrató, siendo así el tercer entrenador del club salmantino en esa temporada tras Casimiro Benavente y José Bermúdez Rodríguez; pero en la temporada 69/70 el equipo acabó en el puesto 19.º y descendió a Tercera División, pese a este descenso, Orizaola siguió en el club, siendo cesado de forma amistosa en octubre de 1970.

#### Década de los 70 y últimos años
El 18 de febrero de 1971 fue contratado como entrenador del Rayo Vallecano de la Segunda División tras la destitución de Manolo Peñalva y debutó en el campo del Pontevedra Club de Fútbol, esa temporada quedó a las puertas del ascenso y renovó por otra temporada más.
Tras el descenso del Sabadell de la Primera División en la temporada 71-72, Orizaola se puso al frente del equipo con el propósito de ascender de nuevo a la máxima categoría del fútbol nacional. Pero, debido a los malos resultados que llevaba el equipo, fue cesado el 16 de enero de 1973 y sustituido por Antonio Jaurrieta. Finalmente, el equipo acabó la temporada en el puesto 12.º.
En enero de 1974 fichó, por segunda vez, por el Deportivo de La Coruña, siendo el tercer entrenador del conjunto gallego en esa temporada tras Fernando Riera y Carlos Torres Barallobre. A los tres meses (abril) fue cesado, tras dirigir quince partidos en el banquillo coruñés con un saldo de diez puntos y un incremento de cuatro puntos negativos, y sustituido por José Antonio Irulegui. Ese mismo año, concretamente a finales de septiembre, sustituyó a Pepe Valera al frente del Xerez Club Deportivo en la Tercera División; pero fue cesado a comienzos de junio de 1975 y sustituido por el argentino Ángel Armando Luis Marenque. A la temporada siguiente, fichó por otro club andaluz y de la Tercera División: el Atlético Marbella. Para la temporada 1976-77 se incorporó al Gimnástico de Melilla de la Tercera División, en la 1977-78 entrenó al Albacete Balompié con el que acabó segundo en su grupo de Tercera División y en la temporada 1978-79 dirigió al Calvo Sotelo de la Segunda División B, equipo con el que repitió en las temporadas 1979/80 y 1980-81.
Para la temporada 1981-82 se incorporó al C. D. Badajoz de la Segunda División B y fue cesado a comienzos de abril de 1982 tras la dimisión del presidente del club, Carlos Uriarte.
Después de finalizar su faceta como entrenador, regresó al F. C. Barcelona en 1982 como técnico colaborador, encargado de realizar informes de los equipos rivales, de César Luis Menotti, Terry Venables, Luis Aragonés y Johan Cruyff,
pero tras una temporada con Johan Cruyff y de que su puesto fuera ocupado por Toni Bruins Slot, a finales de julio de 1989 fichó por el Real Zaragoza como gerente del club con un contrato por dos temporadas, bajo la presidencia de José Ángel Zalba. En 1993 fue nombrado director deportivo del Albacete Balompié, cargo que desempeñó hasta septiembre de 1994, cuando fue cesado tras la dimisión de Luis Suárez, después de disputar el primer partido de liga ante el Celta de Vigo y que acabó con empate a un gol.
Falleció el 10 de junio de 2013 en Santander a los 91 años.

## Clubes

### Como futbolista
| Equipo                    | País   | Año       |
| ------------------------- | ------ | --------- |
| Racing de Santander       | España | 1941-1948 |
| Gimnástica de Torrelavega | España | 1948-1951 |

### Como entrenador
| Equipo                                | País   | Año       |
| ------------------------------------- | ------ | --------- |
| Gimnástica de Torrelavega             | España | ¿?        |
| Racing de Santander                   | España | 1956-1958 |
| Real Jaén                             | España | 1958-1959 |
| Real Murcia                           | España | 1959-1960 |
| Fútbol Club Barcelona                 | España | 1961      |
| Selección de España juvenil           | España | 1962      |
| Club Atlético Osasuna                 | España | 1962-1963 |
| Real Oviedo                           | España | 1963-1964 |
| Levante Unión Deportiva               | España | 1964-1965 |
| Deportivo de La Coruña                | España | 1965-1967 |
| Real Valladolid                       | España | 1967-1968 |
| Real Valladolid                       | España | 1968-1969 |
| Unión Deportiva Salamanca             | España | 1969-1970 |
| Rayo Vallecano                        | España | 1971-1972 |
| Centre d'Esports Sabadell Futbol Club | España | 1972-1973 |
| Deportivo de La Coruña                | España | 1974      |
| Xerez Club Deportivo                  | España | 1974-1975 |
| Club Atlético Marbella                | España | 1975-1976 |
| Gimnástico de Melilla                 | España | 1976-1977 |
| Albacete Balompié                     | España | 1977-1978 |
| Calvo Sotelo                          | España | 1978-1981 |
| C. D. Badajoz                         | España | 1981-1982 |